# 敘利亞禮天主教會

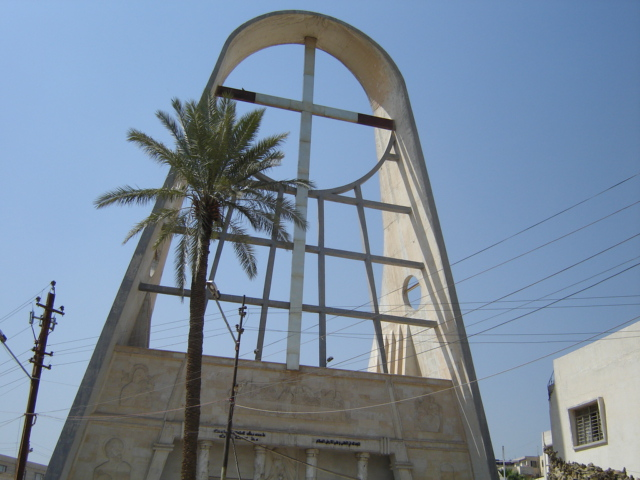
在伊拉克巴格達的敘利亞禮天主教會教堂

敘利亞禮天主教會（拉丁語：Syriace Ecclesia catholica，羅馬化：īṯo suryaiṯo qaṯolīqaiṯo）是天主教會的一部分，為安提約基亞禮拜儀式傳統的一個分支。該教會是完全與教宗共融的東儀天主教會的23個成員之一。以歷史而言他們是來自敘利亞東方正統教會。 他們的領袖為敘利亞禮天主教安提阿宗主教，教座位於黎巴嫩貝魯特。教會主要分布於地中海沿岸的黎凡特地區。
現任宗主教為依纳爵·若瑟三世·約南（英語：Ignatius Joseph III Yonan）。 為了紀念安提阿宗主教聖依纳爵，所以歷任敘利亞正教會宗主教都會在其名稱前面加上依纳爵為頭銜，這項傳統也由敘利亞禮天主教會沿用。

## 歷史

### 早期教會
敘利亞禮天主教會源自安提阿宗主教的傳承。相傳這是在聖伯多祿前往羅馬前建立的教會傳承。在新約聖經宗徒大事錄第十一章第二十六節提到，早期的基督宗教成員也是在安提阿首次被稱作基督徒。這顯示安提阿在基督宗教歷史上的意義。現今，除了敘利亞禮天主教會外有其他四個教會也延續自安提阿宗主教教會體系，她們分別是：安提阿東正教會、敘利亞正教會、默基特希臘禮天主教會和馬龍尼禮教會。而敘利亞禮天主教會就是從敘利亞正教會分裂出來。

### 十字軍東征後
早於十三世紀敘利亞正教會就與天主教會有所接觸，其中由於十字軍東征使得一些敘利亞的主教看出與羅馬教宗聯盟的利益，然而這並未形成長期的合作。此外，在佛羅倫斯大公會議中，教宗尤金四世也試圖和包含敘利亞正教會在內的東正教會統合，但是卻沒有太大的成就。

### 敘利亞正教會分裂

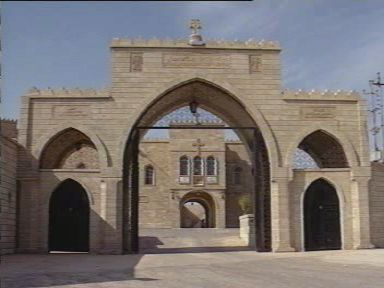
在尼尼微的敘利亞禮天主教會修道院

天主教會更進一步的傳入敘利亞是在1626年。當時經由耶穌會和嘉布遣會的會士引入。因此，一些敘利亞正教會團體開始逐漸與羅馬共融。於是當敘利亞宗主教的位置於1622年空下來時，支持天主教會的敘利亞正教會人士就試圖選出一位他們的自家人－安德魯．阿克簡擔任新任宗主教。這建議引發了傳統派系和親天主教二派系的對立。
當安德魯於1677年死去後，雙方就各自支持一位自己所屬意的宗主教。傳統派支持阿卜杜勒·馬希赫一世（英語：Abdul Masih I），天主教派則推舉他的姪子額我略·伯鐸六世·蕭巴汀（英語：Gregory Peter VI Shahbaddin）。然而，在1702年蕭巴汀過世後，這個剛建立的敘利亞禮天主教會宗主教體系卻沒有繼承者。主因之一是由於奧斯曼帝國與天主教的敵對，這導致了當時已有雛型的敘利亞禮天主教會遭到了禁止。直到1782年，敘利亞正教會的阿勒帕（英語：Aleppo）總教區總主教扎維（英語：Michele Jarweh）在被敘利亞正教會選為新任宗主教的同一年，他宣告改宗天主教。因此，重建了敘利亞禮天主教會宗主教聖統制。然而，扎維的改宗卻引發其他敘利亞正教會主教們不滿，並雇人攻擊他，最終導致扎維逃到黎巴嫩，而敘利亞正教會又選出另一個宗主教。

### 教座遷移
於1786年9月22日，扎維逃至黎巴嫩後，他獲得馬龍尼禮教會幫助重新組織教會，及一些歐洲國家的資金援助，而在黎巴嫩山建立了一間修院。並在1791年9月19日將宗主教座正式建立於該地。使得敘利亞禮天主教會以該地為中心重新發展，至今該修院還是作為敘利亞禮天主教會宗主教的夏宮使用。
1829年，土耳其政府承諾允許敘利亞禮天主教會的活動，使宗主教教座得以在1831年遷到當年扎維就任宗主教前所管理的教區－阿勒帕。然而，在1852年由於當地開始對基督宗教的打壓，宗主教又遷移到了位於現在土耳其南部的馬爾丁（英語：Mardin）。在一次大戰期間，為了避免戰事波及，以及土耳其政府的態度轉變，又再一次遷到黎巴嫩的貝魯特至今。

## 現況

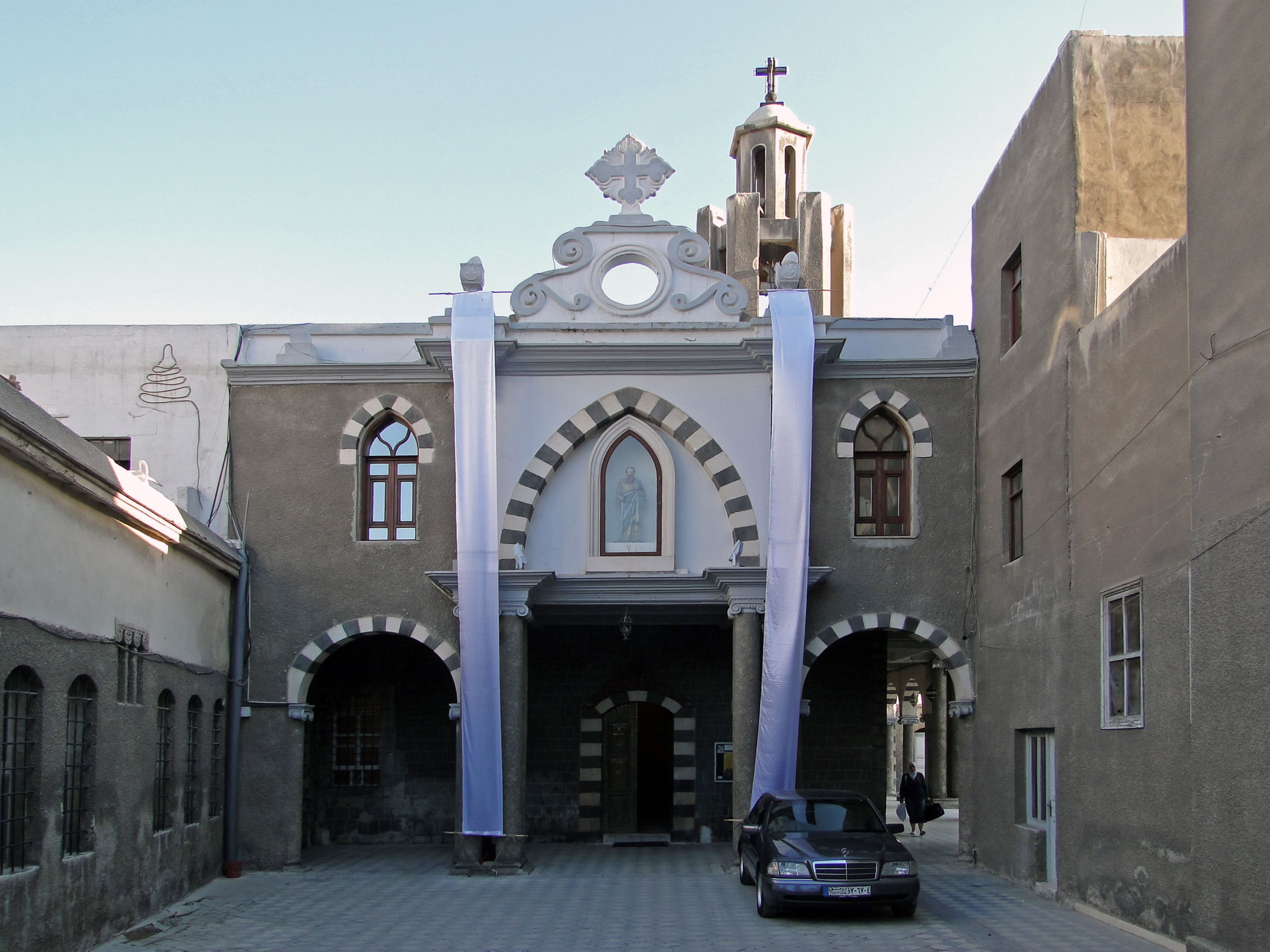
在大馬士革的敘利亞天主教教堂

現在，教會教座位於黎巴嫩貝魯特。在全球設立一個宗主教區、6個總教區、4個教區、3個宗主教代牧區、一個宗座代牧區和宗主教領地。教會由敘利亞禮安提阿宗主教帶領17位主教，有158,000名信徒。現在教會主要使用敘利亞語和亞蘭語，作為在禮儀中的主要語言。

## 教區
- 敘利亞禮天主教安提約基雅宗主教區
  - 敘利亞禮天主教貝魯特教區
  - 敘利亞禮天主教蘇丹宗主教直轄區

### 伊拉克
- 敘利亞禮天主教巴格達總教區
- 敘利亞禮天主教摩蘇爾總教區

### 埃及
- 敘利亞禮天主教開羅教區

### 敘利亞
- 敘利亞禮天主教阿勒頗總教區
- 敘利亞禮天主教大馬士革總教區
- 敘利亞禮天主教霍姆斯總教區
- 敘利亞禮天主教哈塞克-努賽賓總教區

### 美國及加拿大
- 敘利亞禮天主教紐瓦克聖母解救教區

### 委內瑞拉
- 敘利亞禮天主教委內瑞拉宗座代牧區

### 宗主教代牧區
- 敘利亞禮天主教耶路撒冷宗主教代牧區
- 敘利亞禮天主教巴士拉暨海灣宗主教代牧區
- 敘利亞禮天主教土耳其宗主教代牧區

## 殉道事件
於2010年10月31日，有一些穆斯林極端分子在位於巴格達的聖母拯救敘利亞禮天主教教堂中，殺害正參加主日彌撒的58名敘信徒，及造成78人受傷。其中有兩名神父遇害，一人受重傷。這事件是近年在伊拉克，針對基督徒的最血腥單一次攻擊。

## 外部連結
- 敘利亞禮天主教會 - 網站來自天主教中東福利協會.
- Opus Libani site: 黎巴嫩敘利亞禮天主教會 （法文）
- 東方百科全書– 敘利亞禮天主教會 （页面存档备份，存于）
- 天主教教會 （德文）